# Jérôme-Paul de Nompère de Champagny
Pour les autres membres de la famille, voir Famille de Nompère de Champagny.
Jérôme-Paul de Nompère de Champagny de son vrai nom Jérôme-Paul Jean-Baptiste de Nompère de Champagny, né le 9 mars 1809 à Paris et mort le 29 mars 1893 à Versailles (Yvelines), est un homme politique français.

## Biographie
Quatrième fils de Jean-Baptiste de Nompère de Champagny (1756-1834), 1er duc de Cadore.
Il reçut pour parrain et marraine : Jérôme Bonaparte, roi de Westphalie et Pauline Bonaparte, duchesse de Guastalla.
Jérôme-Paul se fit recevoir avocat, et devint chambellan honoraire de Napoléon III le 4 mai 1859. Il fut conseiller général du canton de Plouagat de 1856 à 1870, et l'un des éditeurs de la correspondance de Napoléon Ier.
À partir de 1850, il fit bâtir le nouveau château de Champagny à Saint-Haon-le-Vieux (Loire) en place de l'ancien château, fortement délabré et en partie incendié durant la Révolution française.
Le 4 septembre 1853, il se porta candidat du gouvernement à la succession au Corps législatif de Jean-Baptiste Thieullen, nommé sénateur : M. de Champagny fut élu député de la 1re circonscription des Côtes-du-Nord.
Il siégea dans la majorité dynastique, pendant toute la durée du règne, après avoir obtenu sa réélection, toujours comme candidat officiel, mais dans la 2e circonscription des Côtes-du-Nord :
- le 22 juin 1857[2], contre Louis Viel-Belêtre[3], maire de Dinan, et M. Marin[4], ancien sous-préfet ;
- le 1er juin 1863[5] ;
- le 24 mai 1869[6], contre Jean-Joseph Even[7], opposant.

Le 4 septembre 1870 rendit M. de Champagny à la vie privée : il en sortit pour se représenter, le 14 octobre 1877, aux élections législatives qui suivirent la dissolution de la Chambre, avec l'appui du gouvernement du Seize-Mai, Il fut élu par la 1re circonscription de Dinan, contre Jean-Joseph Even, député sortant, des 363.
M. de Champagny prit place dans le groupe de l'Appel au peuple et fit partie, mais pour peu de temps, de la minorité de droite ; son élection ayant été invalidée, M. de Champagny fut battu, au nouveau scrutin du 3 mars 1878, par son ancien concurrent, Jean-Joseph Even.
Rendu définitivement à la vie privée, il se retira à Versailles où il mourut le 30 mars 1893, à 84 ans.
Jérôme-Paul Jean-Baptiste de Nompère de Champagny est enterré au cimetière du Montparnasse, avec son épouse et ses trois filles.

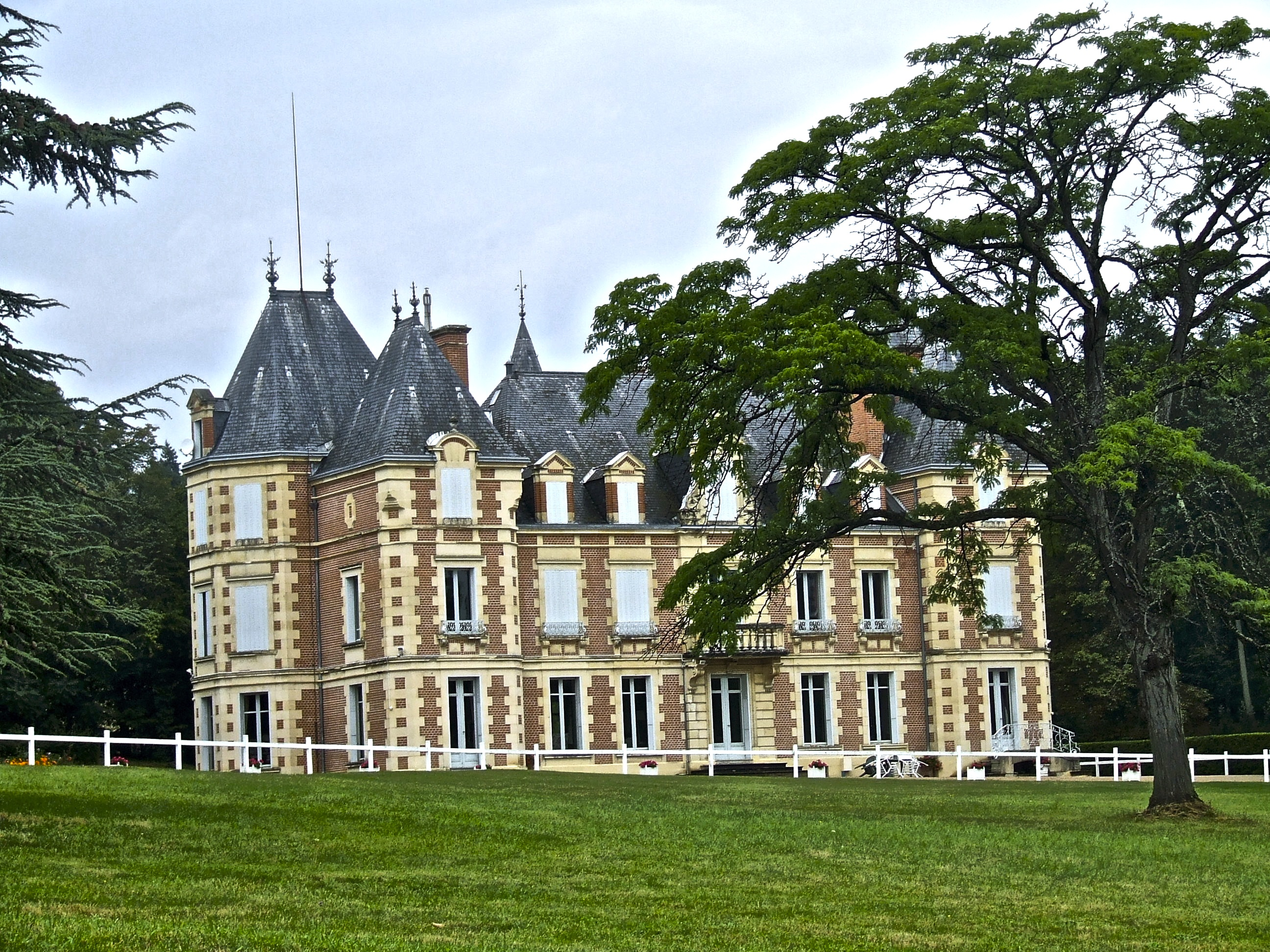
Château de Champagny à Saint-Haon-le-Vieux (Loire).

## Union et postérité
- De son mariage, le 16 août 1852 à Paris, avec Nathalie Duchanoy (née le 1er mai 1826 à Paris - décédée le 28 juillet 1906 à Paris, inhumée au cimetière du Montparnasse), fille de Louis Duchanoy (né le 6 août 1781 à Paris - décédé le 29 juillet 1847 à Vichy, inhumé le 10 août 1847 au cimetière du Père-Lachaise), ingénieur des ponts et chaussées, égyptologue, il eut :
  - Marie Victoire Louise Charlotte de Nompère de Champagny (née le 8 septembre 1853 à Paris - décédée en 1918 à Paris, inhumée au cimetière du Montparnasse) ;
  - Marie Jeanne Valentine Pauline de Nompère de Champagny (née le 8 septembre 1853 à  Paris - décédée en 1940 à Paris, inhumée au cimetière du Montparnasse) ;
  - Emma Nathalie de Nompère de Champagny (née le 11 octobre 1858 au château de Collinances (Meaux) - décédée le 4 août 1932 à Neuilly-sur-Seine, inhumée au cimetière du Montparnasse).
    - Yves Marie de Nompère de Champagny (1895-1969), comte de Champagny, 6e duc de Cadore. Par jugement du tribunal civil de la Seine du 18 juillet 1919, confirmé en cour d'appel de Paris le 8 octobre suivant et transcrit sur les régistres d'état civil de Paris 8e le 19 novembre 1919, Emma adopta, sous le nom de « de Nompère de Champagny de Cadore », son « neveu » Yves de Nompère de Champagny, arrière-petit-fils de Nicolas de Nompère de Champagny (issu de la branche aînée de la famille). Ce dernier a porté le titre de duc de Cadore conformément aux lettres patentes de Napoléon Ier signées en 1809 permettant la transmission du titre par les femmes ;
      - Henri Marie de Nompère de Champagny (1924-2010), comte de Champagny, marquis puis 7e duc de Cadore. Marié en 1949 à Françoise de Pierre de Bernis (décédée en 2010), sans postérité ;
      - Marie Henriette de Nompère de Champagny de Cadore (née en 1925 - décédée le 22 octobre 2013). Mariée le 22 avril 1950 à François de Bodin (1922-2000), vicomte de Galembert, dont postérité.

  - Marie Clotilde Napoléonne Isabelle Irène Aliénor de Nompère de Champagny (née le 28 juin 1868 à Versailles - décédée le 11 juillet 1890 à Paris, inhumée au cimetière du Montparnasse).

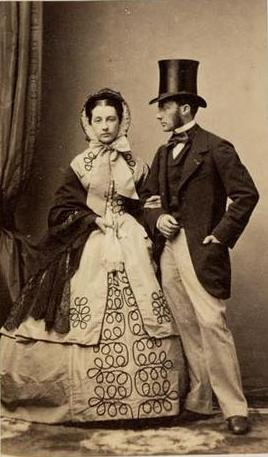
Jérôme-Paul de Nompère de Champagny et son épouse Nathalie Duchanoy (1826 -1906).

## Mandats et fonctions

### Mandats parlementaires
- 5 septembre 1853 - 29 mai 1857 : Député de la 1re circonscription des Côtes-du-Nord.
- 21 juin 1857 - 7 mai 1863 : Député de la 2e circonscription des Côtes-du-Nord.
- 31 mai 1863 - 27 avril 1869 : Député de la 2e circonscription des Côtes-du-Nord.
- 23 mai 1869 - 4 septembre 1870 : Député de la 2e circonscription des Côtes-du-Nord.
- 14 octobre 1877 - 1er février 1878 : Député des Côtes-du-Nord.

### Mandats locaux
- 1856 - 1871 : Conseiller général du canton de Plouagat.

## Titres
- 5e duc de Cadore (4 mai 1882).
- Comte de Champagny.

## Distinctions
- Officier de la Légion d'honneur (14 avril 1865)[11]